# Мадоян, Гукас Карапетович
Гукас Карапетович Мадоян (арм. Ղուկաս Կարապետի Մադոյան; 2 (15) января 1906, Керс, Карсская область, Российская империя — 11 июня 1975, Ереван, Армянская ССР, СССР) — подполковник, Герой Советского Союза (1943). Министр социального обеспечения Армянской ССР (1952—1961).

## Биография

Памятная доска в Ростове-на-Дону

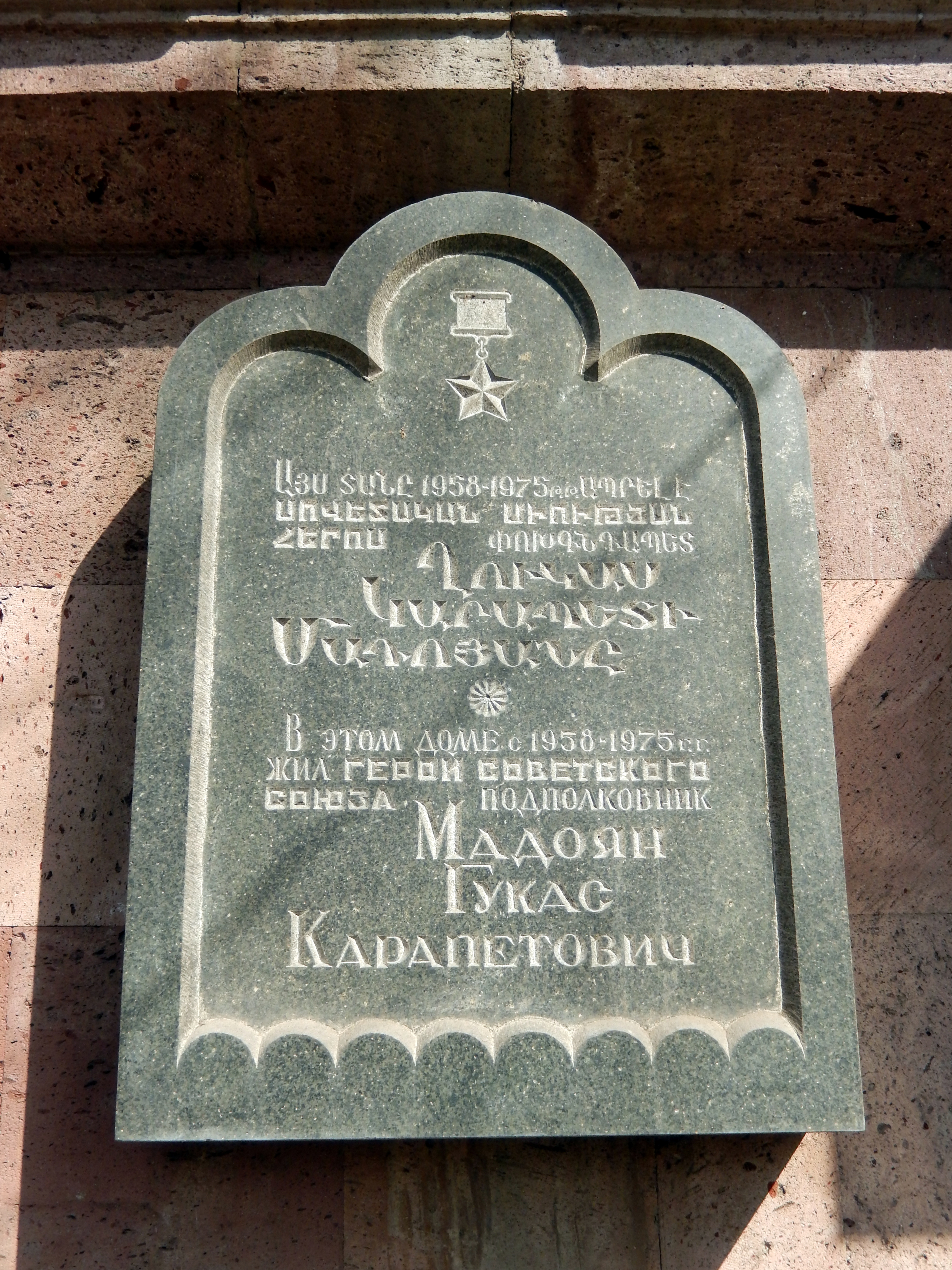
Памятная доска в Ереване, ул. Исаакяна

Родился 2 января (15 января по новому стилю) 1906 года в селении Керс Карсской области (ныне д. Гюнинди, район Кагызман, ил Карс, Турция), в крестьянской семье. Армянин. Образование неполное среднее. Член ВКП(б) с 1925 года. В Красной Армии в 1920—1925 годах, 1930—1933 годах и с 1940 года. Участник Гражданской войны. В 1924 году окончил пехотную школу, а в 1940 году — курсы «Выстрел».
Участник Великой Отечественной войны с июня 1941 года. Батальон 159-й стрелковой бригады (28-я армия, Южный фронт) под командованием старшего лейтенанта Гукаса Мадояна в ночь на 8 февраля 1943 года занял железнодорожный узел — часть станции «Ростов-на-Дону», а утром возглавил сводный отряд бригады, с которым с 8-го по 14 февраля 1943 года оборонял ростовский вокзал. За шесть дней героической обороны отряд Г. К. Мадояна отразил сорок три атаки врага, но удержал вокзал до подхода подкрепления.
Указом Президиума Верховного Совета СССР «О присвоении звания Героя Советского Союза начальствующему и рядовому составу Красной Армии» от 31 марта 1943 года за  «образцовое выполнение боевых заданий командования на фронте борьбы с немецкими захватчиками и проявленные при этом отвагу и геройство» удостоен звания Героя Советского Союза с вручением ордена Ленина и медали «Золотая Звезда» (№ 731).
В боях за освобождение Польши, под городом Дембица, Мадоян был тяжело ранен. В 1944 году окончил Военную академию имени М. В. Фрунзе. В том же году подполковник Мадоян уволен в отставку по болезни.
Жил в столице Армении — городе Ереване. Министр социального обеспечения Армянской ССР (1952—1961). С 1961 года работал советником Председателя Совета Министров Армянской ССР. Был депутатом Верховного Совета Армянской ССР (1947, 1951, 1955, 1959).
Умер 11 июня 1975 года в Ереване.

## Награды
- Герой Советского Союза (31.03.1943).
- Орден Ленина (31.03.1943).
- Орден Александра Невского (30.11.1944).
- Орден «Знак Почёта» (28.10.1967).
- Медаль «За отвагу».
- Медаль «За боевые заслуги».
- Медаль «За оборону Сталинграда».
- Медаль «За выдающиеся заслуги» (США).

## Память
- В 1968 году удостоен звания «Почётный гражданин города Ростов-на-Дону».
- Именем Мадояна названа одна из улиц Ростова-на-Дону.
- В Ростове-на-Дону (Железнодорожный район) открыт памятник Гукасу Мадояну на улице его имени (06.05.2025)[3][4].
- Зачислен в вечные списки 1-й мотострелковой роты механизированного батальона 50 ОМБр в. /ч. 65263 расположенного в г. Барановичи Брестской области Республики Беларусь.